# Джалал II
Джалал II (годы рож. и см. неизв.) — армянский князь Хачена конца XIII—начала XIV веков. Сын Иванэ-Атабака I, внук Гасан-Джалала. Сыновья: Атабек-Иване II, Заза, Элегум, дочь: Элеган. Точная дата смерти неизвестна. Начиная с 1361 года в качестве князя нижнего Хачена упоминается сын Джалал II Атабек-Иванэ II.